# Râul Milcov, Siret
Milcovul este un râu afluent al Putnei.
În 1482 Ștefan cel Mare a așezat Milcovul drept hotar între Muntenia și Moldova. În secolul al XIX-lea, râul a fost considerat de către unioniști ca un simbol al unirii dintre Muntenia și Moldova, de exemplu în poezia Hora Unirii a lui Vasile Alecsandri.  Granița de la Milcov a rămas până în 1859, când Țara Românească și Moldova s-au unit, formând Principatele Unite.